# Ariobarzan Pontski
Ariobarzan (starogrško Ἀριoβαρζάνης, latinizirano: Ariobarzanes), od leta 266 pr. n. št. do okoli 250 pr. n. št. drugi kralj Pontskega kraljestva, * ni znano, †  okoli 250 pr. n. št.
Na prestolu je nasledil svojega očeta Mitridata I. Ktista. Umrl je neznano kdaj med letoma 258 in 240 pr. n. št. V posest je dobil mesto Amasra Amastris v Paflagoniji, ki se mu je predalo. Ariobarzan in njegov oče sta prosila za pomoč Galce, ki so prišli v Anatolijo  dvanajst let pred Mitridatovo smrtjo, da bi izgnali Egipčane, ki jih je poslal Ptolemaj II. Filadelf.
Nasledil ga je sin Mitridat II.